# David Crystal
David Crystal (Lisburn, 6 luglio 1941) è un linguista e scrittore britannico.
È noto in tutto il mondo per i suoi studi nel campo della fonologia, grammatica e stilistica della lingua inglese, e nell'applicazione della linguistica a contesti educativi e clinici, in particolare nello sviluppo di tecniche di profiling linguistiche per scopi diagnostici e terapeutici.
Ha pubblicato come autore e curatore oltre 100 libri, soprattutto di carattere divulgativo, facendo uso di grafici e saggi brevi per comunicare informazioni tecniche in maniera chiara e quanto più facilmente fruibile da parte di qualsiasi genere di lettore. Fra le sue pubblicazioni più note: Cambridge Encyclopedia of Language (1987, 1997; traduzione italiana Enciclopedia Cambridge delle scienze del linguaggio, 1993) e Cambridge Encyclopedia of English Language (1995, 2003).

## Biografia
David Crystal è nato il 6 luglio 1941 a Lisburn, nell'Irlanda del Nord. I suoi genitori si separarono poco dopo la sua nascita, e venne cresciuto dalla madre a Holyhead, una città portuale nel nord del Galles. Ebbe notizie del padre, di cui la madre aveva cancellato ogni ricordo, solo da adulto e in maniera indiretta. Quando conobbe la storia della sua famiglia, scoprì di avere origini ebraiche.
Durante l'adolescenza si trasferisce con la madre a Liverpool, dove dal 1951 studia al College St. Mary. La variegata esperienza linguistica maturata nella scuola secondaria, dove studia francese, latino e greco, e la "cultura bilingue", gallese e irlandese, che lo accampagnò fin dall'infanzia, lo rendono un "linguista in attesa". Come indirizzo di studio universitario, sceglie di coltivare sia l'interesse per le lingue che quello per la letteratura, per la quale ha già manifestato propensione, in quanto lettore vorace e scrittore di brevi racconti. Nel 1959 si iscrive all'University College di Londra, dove ritiene di poter conciliare e approfondire questi interessi.
Dopo un anno di studio piuttosto deludente, resta affascinato dalle lezioni di Randolph Quirk, che gli trasmette un'intensa passione per la fonetica. Si laurea nel 1962, e subito dopo svolge attività di ricercatore sotto il tutorato di Randolph Quirk, lavorando per il progetto del Survey of English Usage, da questi avviato nel 1959. Questa collaborazione poterà alla pubblicazione, nel 1964, di Systems of prosodic and paralinguistic features in English.
Il lavoro svolto all'interno di questo progetto lo introduce nell'ambiente accademico e gli procura nuove opportunità di lavoro. Dal 1963 al 1965 è docente di Linguistica presso l'Università di Bangor, una delle prime Università ad avere un Dipartimento di Linguistica, e successivamente lavora all'Università di Reading. Nel 1964 durante una conferenza conosce i rappresentanti di Burns and Oates, un editore cattolico interessato allo studio della lingua religiosa, che gli offrono l'occasione per la pubblicazione del suo primo libro: Linguistics, Language and Religion.
Negli anni sessanta, con il progressivo affermarsi della linguistica come disciplina, e la comparsa delle prime riviste specialistiche, come Journal of Linguistics, le case editrici intuiscono che "la linguistica avrebbe avuto un brillante futuro". L'offerta di nuove opportunità editoriali e la consapevolezza della scarsa esistenza nel mercato di manuali linguistici su cui indirizzare gli studenti per la loro formazione di base, stimolano Crystal a produrre saggi e testi di divulgazione, come quello pubblicato nel 1968: What is Linguistics?
L'anno successivo pubblica altri tre libri, acquistando la fama di autore "prolifico": Prosodic systems and intonation in English, la sua tesi di dottorato; Investigating English style,in collaborazione con Derek Davy; English Language, una raccolta di saggi sulla storia della lingua, scritto in collaborazione con Whitney French Bolton. Sempre in quegli anni si accorda con l'editore Penguin per svolgere attività di curatore per una nuova collana, la quale tratterà i livelli di analisi della linguistica: vi scriveranno diversi linguisti, come Frank Palmer, Peter Trudgill, Pit Corder, Geoffrey Leech, Dwight Bolinger. Nel 1971 pubblica, per gli stessi tipi, Linguistics. Negli anni successivi produrrà decine di libri, e continuerà a svolgere attività editoriale per collane di linguistica di Academic Press, Edward Arnold e André Deutsch.
Nel corso degli anni settanta, pur continuando a occuparsi di grammatica inglese, intonazione e stilistica, matura un nuovo interesse per il campo della linguistica clinica, che lo porterà a produrre negli anni successivi The grammatical analysis of language disability (1976), Introduction to Language Pathology (1980), Clinical Linguistics (1981). La nascita di un figlio affetto da palatoschisi intreccerà casualmente i suoi interessi scientifici con quelli familiari. Alla metà degli anni settanta sposa una logopedista, Hilary Crystal, che svolgerà attività di curatore per Cambridge e Penguin e sarà coautrice di diversi libri con il marito, fra cui Wordsmiths and Warriors: the English-language Tourist's Guide to Britain (2013).
Gli interessi accademici di David Crystal comprendono l'apprendimento e l'insegnamento della lingua inglese; la linguistica clinica e la linguistica forense; l'estinzione linguistica; il "linguaggio ludico" (neologismo di Crystal per definire lo studio dei giochi di parole); lo stile linguistico; la letteratura inglese e Shakespeare; l'indicizzazione e la lessicografia.
Nel 1987 David Crystal pubblica The Cambridge Encyclopedia of Language (edita in italiano da Zanichelli nel 1998), seguita da Cambridge Encyclopedia of English Language (1995; 2003).
Ritiratosi dal lavoro accademico a tempo pieno, Crystal vive a Holyhead, e lavora come scrittore, editore e consulente. Partecipa a diverse trasmissioni televisive e radiofoniche, e collabora con la BBC in programmi radiofonici che trattano dei problemi del linguaggio, e in una serie di podcast sul BBC World Service rivolti a persone che intendono apprendere la lingua inglese.
Ha quattro figli adulti, di cui uno, Ben Crystal, anch'egscrittore, ha contribuito con il padre alla stesura di tre libri.

## Teorie linguistiche
Crystal si è ampiamente occupato di linguaggio e di varietà di linguaggio.
Nel suo articolo "Che cos'è l'Inglese Standard", ipotizza che in un prossimo futuro la lingua inglese divergerà (localmente) e convergerà (globalmente), portando le varietà locali a diventare meno mutuamente comprensibili e rendendo necessario lo sviluppo di quello che viene da lui definito l'inglese standard mondiale (o International English).
Nel suo libro del 2004, The Stories of English, una storia generale della lingua inglese, discute del valore intrinseco della diversità linguistica e sottolinea la necessità del rispetto, a livello locale, delle varietà di inglese generalmente considerate non-standard.

### Il Linguaggio e le nuove tecnologie
Secondo Crystal il linguaggio di Internet non è una lingua creata da zero che influenzerà (o ha già influenzato) la lingua inglese, ma una nuova varietà del linguaggio (come lo sono il linguaggio sportivo e giornalistico) che si è evoluta sulla spinta delle nuove tecnologie. Tale evoluzione non ha modificato la lingua in sé, ma ha solamente aggiunto nuovi modelli comunicativi.
Nel suo libro Language and the Internet, pubblicato nel 2001, e ampliato in una seconda edizione del 2006, David Crystal introduce e spiega la sua personale teoria linguistica, riguardante la nascita e l'evoluzione di una nuova varietà di linguaggio nel contesto comunicativo del World Wide Web. Egli affronta e sviluppa la tematica linguistica considerando le diverse modalità di comunicazione attualmente disponibili attraverso internet.
Partendo da un'analisi più generale sulla lingua, introduce le caratteristiche distintive delle varietà di linguaggio esistenti, ed elenca le cinque proprietà stilistiche del linguaggio scritto: grafica (presentazione e organizzazione della lingua scritta), ortografica (il sistema ortografico di un linguaggio individuale), grammaticale (le possibilità sintattiche e morfologiche), lessicale (il vocabolario della lingua), discorsiva (l'organizzazione strutturale del testo). Con queste premesse, Crystal analizza in dettaglio le varietà lessicali di Internet confrontandole con le caratteristiche del linguaggio scritto e del linguaggio parlato, notando che "ciò che rende il Netspeak così interessante, come forma di comunicazione, è il modo in cui utilizza proprietà che appartengono a entrambe le categorie del linguaggio, parlato e scritto".
Analizzando una delle prime forme di comunicazione affermatasi con l'avvento di Internet, la posta elettronica, Crystal annota le principali caratteristiche del mezzo. Attraverso la posta elettronica è possibile identificare diversi livelli di formalità linguistica: dal più formale, solitamente rivolto a un superiore, al più informale, rivolto ad esempio ad amici stretti o parenti. Inoltre, al contrario di molti altri sistemi di comunicazione in Internet, come i blog o i gruppi chat, la posta elettronica presenta una struttura che non può essere ignorata e che deve essere rispettata, permettendo così la corretta ricezione del messaggio (l'intestazione, l'oggetto della mail, l'obbligatorio indirizzo di posta elettronica a cui deve essere inviata, la firma alla fine della lettera).
Altri contesti comunicativi, come i gruppi chat, al contrario delle e-mail permettono solo uno scambio comunicativo tra singoli o gruppi ristretti e selezionati di persone all'interno della lista contatti, consentendo di poter leggere e partecipare a conversazioni formate da più persone nello stesso momento, cosa che, afferma Crystal, sarebbe impossibile da fare in un luogo non virtuale affollato di persone, cercando cioè di ascoltare tutte le conversazioni di tutte le persone presenti.
Per quanto riguarda le caratteristiche linguistiche dei blog, Crystal nota come esistano diversi livelli di formalità e informalità anche all'interno di questo mezzo comunicativo. Ciò che però distinguerebbe il blog dagli articoli di giornale o anche da pubblicazioni autorevoli o accademiche, sarebbe l'inesistenza di un ulteriore controllo linguistico e di stile, quale ad esempio quello compiuto dall'editore che apporta correzioni e migliorie all'articolo. Ne risulta un sistema di comunicazione non mediata tra coloro che scrivono sui blog e coloro che leggono gli articoli, che permette agli autori di esprimere le loro idee in maniera chiara e personale, consentendo nel contempo agli utenti che leggono gli articoli, di poter discutere di un argomento in maniera più libera e diretta. Crystal sottolinea come la nascita dei blog, offrendo l'occasione alle persone di esprimersi liberamente, permetta l'espressione di voci a cui generalmente non viene dato ascolto, soprattutto da parte dei più autorevoli giornali internazionali.
A proposito della messaggistica istantanea, Crystal mette in luce come questo nuovo sistema permetta agli utenti di avere conversazioni più ristrette rispetto ai sistemi di chat di gruppo; lo scambio di messaggi risulta più rapido di quello della messaggeria telefonica, perché riduce all'essenziale la conversazione ed elimina l'usuale scambio di formalità.
Crystal, infine, indaga sulle nuove prospettive linguistiche e comunicative fornite dalle nuove tecnologie, come ad esempio la possibilità di avere una conversazione in Internet non solo attraverso la tastiera ma anche attraverso l'uso del Voip (Voce tramite Protocollo Internet) e delle webcam. Inoltre, pone in evidenza come l'avvento delle nuove tecnologie per la telefonia mobile abbia aperto ulteriori strade per l'evoluzione linguistica, consentendo agli utilizzatori di ideare e creare nuove forme di linguaggio, in particolare facendo uso di abbreviazioni, in maniera completamente naturale e spontanea Crystal afferma che "Il Netspeak è qualcosa di completamente nuovo", e che, secondo le sue previsioni: "come nuovo medium linguistico, senza dubbio, il Netspeak crescerà nella sua complessità sociale e linguistica, fino a renderlo comparabile alle già conosciute forme tradizionali di scrittura e di discorso parlato."
Nel libro del 2008, Txtng: The gr8 db8 (Texting: the great debate, letteralmente: Messaggistica: Il grande dibattito), Crystal focalizza la sua attenzione sulla tecnologia della telefonia mobile, descrivendo in maniera precisa le modalità di utilizzo. Menzionando il grande dibattito che è ancora in corso sui "pericoli della messaggistica", Crystal analizza nel dettaglio alcuni degli aspetti linguistici presenti all'interno della messaggistica (logogrammi, abbreviazioni, ecc.), prendendo in considerazione non solo la lingua inglese, ma anche il francese, il tedesco e il cinese.
Per Crystal, il "textese" non è una manifestazione linguistica negativa: "La messaggistica ha aggiunto una nuova dimensione all'utilizzo del linguaggio, ma l'impatto che avrà sulle altre varietà linguistiche è da considerare, con grossa probabilità, irrisorio. Non è una cosa negativa." Per avvalorare la sua tesi, Crystal fa notare come sia necessario, da parte di coloro che decidono di abbreviare le parole usate in un messaggio, di conoscere la lingua e la compitazione delle parole in maniera approfondita, così da permettere, in seguito, la costruzione di complesse forme sintattiche attraverso le abbreviazioni e gli acronimi. Inoltre, il linguista spiega come la credenza secondo cui la maggior parte delle abbreviazioni e degli acronimi sarebbe una forma di linguaggio recente, sia in realtà errata. La presenza di abbreviazioni è infatti una costante nella storia delle lingue (come per esempio il saluto "goodbye", un'abbreviazione del Cinquecento).
Crystal definisce infondato il panico generale dovuto al presunto utilizzo del "textese" in compiti in classe, poiché, oltre al fatto che le giovani menti che decidono di utilizzare questa variante linguistica sono perfettamente in grado di discernere dove questa variante possa essere utilizzata e dove debba essere assolutamente evitata, esiste anche un sistema di controllo che, fra le varie cose, si occupa proprio di questo tipo di inappropriatezza: gli insegnanti.
Per quello che riguarda invece il paventato degrado della lingua inglese a causa della comparsa di abbreviazioni, Crystal è di nuovo molto chiaro ed esplicito: "[...] Ciò dimostra che la lingua inglese è viva e sta bene, ed è capace di adattarsi alle nuove necessità [provocate dal progresso tecnologico]". Crystal nota infine come l'80% dei messaggi venga inviato dagli adulti e non dai ragazzi.

## Coinvolgimento nelle produzioni teatrali Shakespeariane
Come studioso dell'evoluzione della lingua inglese, Crystal ha contribuito alla produzione teatrale del Globe Theatre nel 2004 e 2005 insegnando agli attori la "corretta pronuncia" del periodo in cui Shakespeare scriveva. Da allora Crystal svolge il ruolo di consulente per diverse produzioni teatrali shakespeariane eseguite in "lingua originale". Tra le produzioni a cui ha partecipato si trovano: Sogno di una notte di mezza estate, Amleto, Pericle, Il mercante di Venezia e Enrico V.
Secondo Crystal, i tre più importanti criteri per l'analisi fonetica e fonologica di una lingua in un periodo storico preciso, applicabili dunque anche all'inglese shakespeariano, sono: osservazioni e analisi compiute da studiosi e linguisti che studiano e analizzano le varianti linguistica dell'epoca e che Crystal individua, per il periodo Elisabettiano, in Ben Jonson; la compitazione utilizzata dai parlanti della lingua durante quel periodo, e la presenza di rime e battute all'interno delle opere, che non sono percepibili o "visibili" nell'espressione della lingua attuale.

## Titoli e onorificenze
Crystal è stato uno dei membri fondatori della Learned Society of Wales (FLSW) ed è membro della Chartered Institute of Linguistics. Nel 1995 è stato insignito con una delle onorificenze più importanti nel Regno Unito, quella dell'Ordine dell'Impero Britannico (OBE). Nel 2000 ha ricevuto il premio Fellow of the British Academy (FBA).
È un sostenitore della International Association of Teachers of English as a Forein Language (IATEFL), vice presidente onorario della Società per Editori e Correttori di bozze britannica (SfEP), patrono dell'Associazione Nazionale di alfabetizzazione britannica e consulente della rivista linguistica Babel, per cui ha scritto degli articoli.

## Opere
- The Story of Be, A verb's eye view of the English language, Oxford U.P. 2017
- Sounds Appealing, The Passionate Story of English Pronunciation, 2018, Profile Books
- Spell it out, The Singular story of English spelling, 2012, Profile Books
- Think on my words: an introduction to Shakespeare's language, Cambridge U.P., 2012
- The story of English in 100 words, 2011, Profile Books
- Making Sense, the Glamorous story of English grammar, 2017, Profile Books
- Linguistics, Language and Religion, London: Burn Oates, and New York: Hawthorn Books, 1965.
- What is Linguistics?, 4th edition, London: Edward Arnold, 1968.
- Prosodic Systems and Intonation in English, Cambridge: Cambridge University Press, 1969.
- Linguistics, Harmondsworth: Penguin, 1971.
- The Grammatical Analysis of Language Disability, London: Arnold, 1976.
- Introduction to Language Pathology, London: Arnold/Whurr, 1980.
- A Dictionary of Linguistics and Phonetics, London: Deutsch, and Oxford: Blackwell, 1980.
- Clinical Linguistics, Vienna: Springer, and London: Whurr, 1981.
- Directions in Applied Linguistics, London: Academic Press, 1981.
- The Cambridge Encyclopedia of Language, Cambridge: Cambridge University Press, 1987 (Pubblicato in italiano come: Enciclopedia Cambridge delle Scienze del Linguaggio, Bologna. Zanichelli, 1998).
- The Cambridge Encyclopedia, Cambridge: Cambridge University Press, 1990.
- The Language Revolution, Cambridge: Polity Press, 2004. (Pubblicato in italiano come: La Rivoluzione Delle Lingue. Bologna: Il mulino, 2005).
- English as a Global Language, Cambridge: Cambridge University Press, 1997. (Pubblicato in italiano come. L'Inglese come Lingua Globale, Pari: Pari Publishing, 2007).
- Let's talk: How English Conversation Works, Oxford University Press, 2020